# Ballana paridens
Ballana paridens är en insektsart som beskrevs av Delong 1937. Ballana paridens ingår i släktet Ballana och familjen dvärgstritar. Inga underarter finns listade i Catalogue of Life.